# Frode Estil
Frode Estil (* 31. Mai 1972 in Lierne, Nord-Trøndelag) ist ein ehemaliger norwegischer Skilangläufer. Er galt als einer der weltweit besten Langläufer im klassischen Stil. Mit Ausnahme der Verfolgungsrennen, die zur Hälfte im Freistil gelaufen werden, errang Estil alle seine Erfolge in dieser Lauftechnik.

## Werdegang
Estil gewann 1999 sein erstes Weltcuprennen, einen 30-km-Lauf in Davos. Im Verlaufe seiner Karriere folgten drei weitere Siege, sechs zweite Plätze und acht dritte Plätze. Seine beste Platzierung im Gesamtweltcup erreichte er in der Saison 2001/02, als er Fünfter wurde.
Bei den Olympischen Winterspielen 2002 gewann Estil Gold im 20-km-Verfolgungsrennen und mit der Staffel sowie Silber über 15 km. Das Verfolgungsrennen beendete er zeitgleich mit Thomas Alsgaard auf dem zweiten Platz. Doch Sieger Johann Mühlegg wurde des Dopings überführt und im Februar 2004 vom IOC disqualifiziert. Alsgaard und Estil erhielten beide die Goldmedaille zugesprochen. Bei den Olympischen Winterspielen 2006 kam eine Silbermedaille im 30-km-Verfolgungsrennen hinzu. Kurz nach dem Start stürzte er nach einem Skibruch, begann eine Aufholjagd vom letzten Platz an die Spitze und verlor auf den Sieger Jewgeni Dementjew nur 1,6 Sekunden.
Bei der WM 2001 gewann Estil Silber über 30 km, bei der WM 2003 Bronze über 15 km und 30 km. Bei der WM 2005 gewann er die Bronzemedaille im 30-km-Verfolgungsrennen und wurde Weltmeister über 50 km. Seine letzte Medaille gewann er bei der WM 2007 in Sapporo, als er 50 km Zweiter wurde.
Nach der Saison 2006/07 beendete Estil seine Weltcup-Karriere. Er tritt aber weiterhin bei FIS-Rennen und im Marathon Cup an.
2007 wurde er mit der Holmenkollen-Medaille geehrt. Er lebt in Meråker, ist verheiratet und hat einen Sohn.

## Erfolge

### Medaillen bei Olympischen Winterspielen
- 2002 in Salt Lake City: Gold im Verfolgungsrennen, Gold mit der Staffel, Silber über 15 km
- 2006 in Turin: Silber im Skiathlon

### Medaillen bei Nordischen Skiweltmeisterschaften
- 2001 in Lahti: Gold mit der Staffel, Silber über 30 km
- 2003 im Val di Fiemme: Gold mit der Staffel, Bronze über 15 km, Bronze über 30 km
- 2005 in Oberstdorf: Gold mit der Staffel, Gold über 50 km, Bronze im Skiathlon
- 2007 in Sapporo: Silber über 50 km

### Siege bei Weltcuprennen

#### Weltcupsiege im Einzel
| Nr. | Datum             | Ort    | Disziplin                       |
| --- | ----------------- | ------ | ------------------------------- |
| 1.  | 18. Dezember 1999 | Davos  | 30 km klassisch                 |
| 2.  | 14. Dezember 2002 | Cogne  | 30 km klassisch Massenstart 1   |
| 3.  | 10. Januar 2004   | Otepää | 30 km klassisch Massenstart     |
| 4.  | 7. März 2004      | Lahti  | 15 km klassisch Individualstart |

#### Weltcupsiege im Team
| Nr. | Datum             | Ort                  | Disziplin           |
| --- | ----------------- | -------------------- | ------------------- |
| 1.  | 10. März 2002     | Falun                | 4 × 10 km Staffel 2 |
| 2.  | 19. Januar 2003   | Nové Město na Moravě | 4 × 10 km Staffel 3 |
| 3.  | 14. Dezember 2003 | Davos                | 4 × 10 km Staffel 4 |
| 4.  | 12. Dezember 2004 | Lago di Tesero       | 4 × 10 km Staffel 5 |
| 5.  | 25. März 2007     | Falun                | 4 × 10 km Staffel 6 |

### Siege bei Continental-Cup-Rennen
| Nr. | Datum             | Ort        | Disziplin       | Serie           |
| --- | ----------------- | ---------- | --------------- | --------------- |
| 1.  | 17. Dezember 1995 | Savalen    | 15 km klassisch | Continental Cup |
| 2.  | 5. Januar 1997    | Hudiksvall | 15 km klassisch | Continental Cup |

### Medaillen bei nationalen Meisterschaften
- 1996: Silber über 15 km, Bronze mit der Staffel
- 1998: Gold mit der Staffel, Bronze über 15 km, Bronze über 30 km
- 1999: Gold über 50 km
- 2000: Silber mit der Staffel
- 2002: Gold mit der Staffel
- 2003: Gold mit der Staffel, Silber über 10 km, Silber über 50 km
- 2004: Silber im Teamsprint
- 2005: Gold im Skiathlon
- 2006: Silber im Skiathlon, Bronze über 15 km
- 2007: Gold im Skiathlon, Silber über 50 km, Bronze über 15 km

## Weltcup-Gesamtplatzierungen
| Saison    | Gesamt | Gesamt | Distanz | Distanz    | Sprint | Sprint |
| Saison    | Punkte | Platz  | Punkte  | Platz      | Punkte | Platz  |
| --------- | ------ | ------ | ------- | ---------- | ------ | ------ |
| 1995/96   | 48     | 42.    | –       | –          | –      | -      |
| 1996/97   | 17     | 63.    | –       | –          | 17     | 48.    |
| 1997/98   | 240    | 12.    | 142     | 9. 7       | 98     | 18.    |
| 1998/99   | 219    | 19.    | 89      | 16. 7      | 130    | 18.    |
| 1999/2000 | 324    | 12.    | 141 134 | 6. 7 20. 8 | 49     | 32.    |
| 2000/01   | 370    | 8.     | –       | –          | –      | -      |
| 2001/02   | 404    | 5.     | –       | –          | 32     | 39.    |
| 2002/03   | 414    | 6.     | –       | –          | 8      | 58.    |
| 2003/04   | 558    | 6.     | 558     | 3.         | –      | -      |
| 2004/05   | 214    | 25.    | 214     | 14.        | –      | -      |
| 2005/06   | 373    | 9.     | 373     | 4.         | –      | -      |
| 2006/07   | 381    | 10.    | 285     | 5.         | –      | -      |